# Zatoka (Miłomłyn)
Zatoka – dawniej samodzielna osada, obecnie część miasta Miłomłyn. Rozpościera się wzdłuż ulicy Leśnej na wschód od centrum miasta.
Od 1973 odrębne sołectwo w gminie Miłomłyn. W latach 1975–1998 miejscowość administracyjnie należała do województwa olsztyńskiego.
Nie mylić z osadą Zatoka Leśna na północ od Miłomłyna.